# Antasia capitata
Antasia capitata là một loài bướm đêm trong họ Geometridae.